# I Never Learn
I Never Learn (укр. «Я нічому не вчуся») — третій студійний альбом шведської співачки та автора пісень Люкке Лі, випущений 2 травня 2014 року лейблами LL Recordings та Atlantic Records. Продюсерами альбому виступили Грег Курстін, Бйорн Юттлінг, а також сама Лі. Синглами стали композиції "No Rest For The Wicked" (укр. «Немає спокою окаянним»), "Gunshot" (укр. «Постріл») та "Never Gonna Love Again" (укр. «Ніколи знову не покохаю»).

## Список композицій
| №  | Назва пісні                                                                  | Композитор                                        | Тривалість |
| -- | ---------------------------------------------------------------------------- | ------------------------------------------------- | ---------- |
| 1. | "I Never Learn" (укр. «Я нічому не вчуся»)                                   | Бйорн Юттлінг, Люкке Лі                           | 3:04       |
| 2. | "No Rest For The Wicked" (укр. «Немає спокою окаянним»)                      | Бйорн Юттлінг, Люкке Лі                           | 3:42       |
| 3. | "Just Like A Dream" (укр. «Мов сон»)                                         | Люкке Лі, Бйорн Юттлінг                           | 4:08       |
| 4. | "Silverline" (укр. «Промінь надії»)                                          | Бйорн Юттлінг, Рік Новелс, Грег Курстін, Люкке Лі | 3:52       |
| 5. | "Gunshot" (укр. «Постріл»)                                                   | Рік Новелс, Люкке Лі, Бйорн Юттлінг               | 3:24       |
| 6. | "Love Me Like I'm Not Made Of Stone" (укр. «Кохай мене, ніби я не з каменю») | Люкке Лі, Рік Новелс, Бйорн Юттлінг               | 3:47       |
| 7. | "Never Gonna Love Again" (укр. «Ніколи знову не покохаю»)                    | Бйорн Юттлінг, Люкке Лі                           | 4:00       |
| 8. | "Heart Of Steel" (укр. «Сталеве серце»)                                      | Бйорн Юттлінг, Люкке Лі, Рік Новелс               | 3:54       |
| 9. | "Sleeping Alone" (укр. «Спати наодинці»)                                     | Бйорн Юттлінг, Люкке Лі                           | 2:59       |